# Dubai Tennis Championships & Dubai Duty Free Women’s Open 2001
Die Barclays Dubai Tennis Championships 2001 waren ein Tennisturnier der WTA Tour 2001 für Damen und ein Tennisturnier der ATP Tour 2001 für Herren in Dubai. Das Damenturnier der WTA fand vom 17. bis 24. Februar 2001 statt, das Herrenturnier der ATP vom 26. Februar bis 3. März 2001.

## Herrenturnier
→ Qualifikation: Dubai Tennis Championships 2001/Qualifikation

## Damenturnier
→ Qualifikation: Dubai Duty Free Women’s Open 2001/Qualifikation